# Euphthiracarus lanceolatus
Euphthiracarus lanceolatus är en kvalsterart som beskrevs av Wojciech Niedbała 2004. Euphthiracarus lanceolatus ingår i släktet Euphthiracarus och familjen Euphthiracaridae. Inga underarter finns listade i Catalogue of Life.